# Gundelfingen (Münsingen)

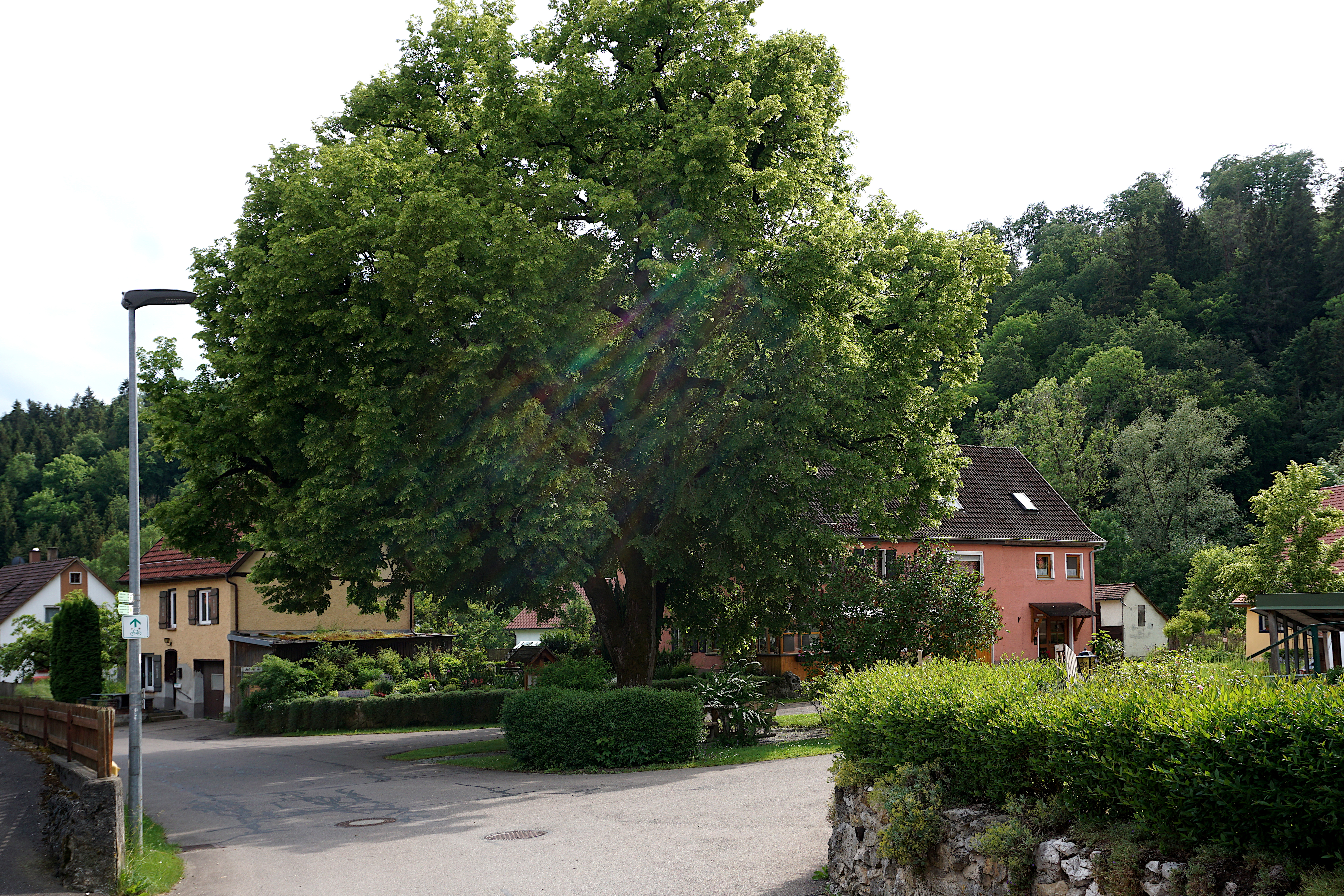
Ortsmitte von Gundelfingen

Gundelfingen ist der kleinste Ortsteil der Stadt Münsingen im Landkreis Reutlingen in Baden-Württemberg.

## Geographie
Der Ort liegt im Tal der Großen Lauter am Fuß eines Umlaufberges im Bereich der Schwäbischen Alb zwischen Münsingen und Hayingen. Nachbarorte im Lautertal sind im Norden Bichishausen und im Süden der Hayinger Stadtteil Indelhausen.

## Geschichte
Gundelfingen wurde 1112 als Gundilvingen erstmals erwähnt. Es stand anfangs im Eigentum der Herren von Gundelfingen. Ab Mitte des 15. Jahrhunderts folgten die Truchsessen von Bichishausen, die Grafen von Helfenstein, die Landsee und schließlich die Grafen von Palm. 1805 kam Gundelfingen unter württembergische Hoheit. Im Zuge der Gemeindegebietsreform in Baden-Württemberg wurde der Ort am 1. Januar 1974 nach Münsingen eingemeindet.

## Sehenswürdigkeiten
- Burg Hohengundelfingen
- Ruine Niedergundelfingen